# Pea (Tonga)
Pea  es una localidad del distrito de Vaini, en Tonga. Tiene una población de 2.004 habitantes en 2021.

## Historia
La Fortaleza Pea se construyó alrededor del estanque Vai ko Puna. Esta laguna se suministra mediante un manantial subterráneo y del agua del mar. Sirvió  como lugar para el bautismo de la primera persona bautizada en la localidad, una mujer llamada Fieota'anga en 1841, por tener propiedades semejantes a las del río Jordán.
Según la tradición oral, una mujer llamada Sinaitakala'ilotunofo buscaba la atención de Tungi Māna'ia y para ello, sus sirvientas llenaban tubos de bambú con agua y los golpeaban para que saliera disparaad hacia arriba, salpicando sobre la mujer. Es por ello por lo que dicha laguna recibe el nombre de El agua que salta (Vai ko Puna en tongano).